# Della Gould Emmons
Della Florence Gould Emmons (* 12. August 1890 in Glencoe, Minnesota; † 6. November 1983 in Tacoma, Washington) war eine US-amerikanische Schriftstellerin.

## Leben
Della Gould war die Tochter von William George Gould und Anna Katherine Wadel. Ihre Eltern waren sowohl im Unterhaltungs- als auch im Schmuckgeschäft tätig. Ihr älterer Bruder war der Zirkusunternehmer Jay Edward Gould. Sie studierte an der University of Minnesota und wollte ursprünglich Lehrerin für Sprachen werden, bevor sie Musik und Schauspiel in Sisseton, South Dakota, nahe dem Sioux Reservat, unterrichtete. Am 20. September 1913 heiratete sie Allen B. Emmons, einen Fahrdienstleiter bei der Bahn. Mit ihm zog sie mehrfach über die Jahre von Stadt zu Stadt, zu immer neueren Bahnhöfen, wobei sie dicht dem Lewis and Clark National Historic Trail folgte.
Dieser war schließlich auch die Inspiration, welcher in ihrem 1943 erschienenen Debütroman Sacajawea of the Shoshones verarbeitet wurde. Aus Sicht der Indianerin Sacajawea beschreibt sie die Lewis-und-Clark-Expedition. Mit Fred MacMurray, Charlton Heston und Donna Reed wurde das Buch 1955 unter dem Titel Am fernen Horizont verfilmt. Nachdem sie 1965 ihr drittes Buch Leschi of the Nisquallies veröffentlichte, wurde sie vom Stamm der Lummi adoptiert und ihr der Name Selequal, was ungefähr so viel wie ‚Mädchen der großen Ruhe‘ bedeutet, verliehen.
Emmons verstarb am 6. November 1983 im Alter von 93 Jahren. Nach dem Tod ihres Mannes am 5. Juni 1958 blieb sie unverheiratet. Das Paar hatte zwei gemeinsame Kinder, einen Sohn und eine Tochter. Als Emmons starb, hinterließ sie fünf Enkel und zehn Urenkel.

## Werke
- Sacajawea of the Shoshones (1943)
- Nothing in Life is Free (1964)
- Leschi of the Nisquallies (1965)
- Jay Gould’s Million Dollar Gems (1974)